# Soto en Cameros
Soto en Cameros és un municipi situat a la comarca de Camero Viejo, de La Rioja (Espanya).